# Municipio della Città Vecchia di Praga
Il Municipio della Città Vecchia (in ceco Staroměstská radnice) era il municipio della Città Vecchia di Praga. Sorge sulla Piazza dell'omonimo quartiere. Ad esso è incorporato il famoso orologio astronomico.

## Storia
Venne iniziato a costruire nel 1338, su commissione di Giovanni del Lussemburgo. Nel corso del tempo la costruzione si è notevolmente ampliata, inglobando numerosi edifici circostanti. Oggi l'edificio è composto da vari edifici gotici e rinascimentali variamente colorati. Attrattiva principale dell'edificio è l'Orologio astronomico. Altra particolarità è la torre, iniziata nel 1364 in stile gotico e notevolmente simile alle torri della Chiesa di Santa Maria di Týn. Alta circa 70 metri, dalla sua galleria si gode una magnifica vista sulla città. Altro luogo d'interesse all'interno del municipio è la cosiddetta "Cappella a bovindo", edificata nel 1381, con il soffitto decorato.